# Новиков, Валентин Афанасьевич
Валентин Афанасьевич Новиков (4 октября 1928, Осеевский сельсовет, Уральская область — 20 декабря 1995, Израиль) — советский и российский прозаик, переводчик. Член Союза писателей СССР с 1958 года.

## Биография
Родился в семье рабочего в деревне Тумановой Осеевского сельсовета Шадринского района Шадринского округа Уральской области РСФСР (с 1991 года деревня Туманова - в черте города Шадринска Курганской области).
Освоил специальности слесаря и парикмахера.
В 1949 году окончил филологический факультет, по одним данным — Уральского государственного университета им. А. М. Горького, по другим данным — Львовского государственного университета имени Ивана Франко.
Работал учителем русского языка и литературы во Львове, Свердловске, Алма-Ате. Был редактором отдела прозы журнала «Простор», корреспондентом газет, работал в издательствах и на Алма-Атинской киностудии. В его литературных переводах вышло несколько книг казахских и азербайджанских авторов.
С 1969 года проживал в Рязани, работал в газете «Приокская правда», в Рязанском отделении издательства «Московский рабочий», литконсультом Рязанского отделения Союза писателей, консультировал молодых литераторов, редактировал прозу в ежеквартальнике «Рязанское Узорочье».
В 1994 году Валентин Афанасьевич Новиков эмигрировал в Израиль, на историческую родину жены, где и скончался от рака лёгкого 20 декабря 1994 года или 1995 года.

## Творчество
Наиболее известен как детский писатель-фантаст. Валентин Новиков писал о подростках и для подростков. Его герои — мальчишки и девчонки, шагнувшие на страницы книг из наших будней. Их увлекает всё новое, неизведанное, окрыляет мечта о необыкновенных открытиях, смелых путешествиях.
Книги
- Новиков, В. А. Лес зовёт. — Алма-Ата: Казгослитиздат, 1957. — 76 с. — 10 000 экз.[5]
- Новиков, В. А. В городе дремлющих львов. (В стром магазине). — Алма-Ата: Казгослитиздат, 1959. — 122 с. — 30 000 экз.[6]
- Новиков, В. А. Путешествие «Геоса». — Алма-Ата: Казгослитиздат, 1964. — 136 с. — 110 000 экз.[7]
- Новиков, В. А. Расследование продолжается. — Алма-Ата: Казахстан, 1965. — 188 с. — 380 000 экз.[8]
- Новиков, В. А. О море, море…. — Алма-Ата: Жазушы, 1965. — 134 с. — 82 000 экз.[9]
- Новиков, В. А. Ущелье белых духов. — Алма-Ата: Жазушы, 1967. — 152 с. — 100 000 экз.[10]
- Новиков, В. А. Парусные корабли. — Алма-Ата: Жазушы, 1968. — 123 с. — 12 000 экз.[11]
- Новиков, В. А. Коммунист Александр Данюков. — М.: Моск. рабочий., 1975. — 45 с. — 9000 экз.[12]
- Новиков, В. А. Ущелье белых духов. — М.: Моск. рабочий, 1978. — 271 с. — 75 000 экз.[13]
- Новиков, В. А. До первого снега. — Москва, Рязань: Моск. рабочий. Ряз. Отд-ние., 1982. — 255 с. — 50 000 экз.[14]
- Новиков, В. А. Ущелье белых духов. — М.: Моск. рабочий, 1988. — 396 с. — 50 000 экз. — ISBN 5-239-00074-3.[15] (Предисловие написал Кир Булычев[16].)

Переводы
В его литературных переводах вышло несколько книг казахских и азербайджанских авторов.

## Семья
Жена — Новикова Стелла Наумовна, учитель музыки (фортепиано).
Дети: дочери Людмила и Татьяна
Сын от первого брака - Карбовский Андрей Владимирович (фамилия и отчество по отчиму)